# Aurignacian
Aurignacianul este principala cultură a Paleoliticului superior în Europa. A început în Europa de Vest, unde pare să coincidă cu sosirea lui Homo sapiens. O etapă aurignaciană timpurie sau proto-aurignaciană este datată acum aproximativ 43.000-37.000 de ani în urmă. Aurignacianul propriu-zis s-a întins de acum aproximativ 37.000 până la 33.000 de ani în urmă. O fază Aurignaciană târzie care a făcut trecerea la Gravetian datează în urmă cu aproximativ 33.000 până la 26.000 de ani. Situl tip este Peștera Aurignac din sud-vestul Franței. Principala perioadă precedentă a fost Musterianul Neanderthalilor.
Una dintre cele mai vechi exemple de artă figurativă, Venus de Hohle Fels, provine din Aurignacian și este datată între 40.000 și 35.000 de ani în urmă. A fost descoperită în septembrie 2008 într-o peșteră la Schelklingen în Baden-Württemberg, în vestul Germaniei. Figurina germană Omul-leu este dată într-un interval similar. Situl Bacho Kiro din Bulgaria este unul dintre cele mai timpurii situri cunoscute cu înmormântări aurignaciene.
O cultură „Aurignaciană levantină” este cunoscută în Levant, cu un tip de tehnologie de lame foarte asemănătoare cu Aurignacianul european, urmând cronologic Emiranul și Ahmarianul timpuriu din aceeași zonă a Orientului Apropiat și, de asemenea, strâns legate de acestea.

## Istoric
Aurignacianul a fost definit de Henri Breuil și Émile Cartailhac în 1906, plecând de la industria litică din peștera Aurignac situată în Haute-Garonne, Franța, care a fost săpată de Édouard Lartet în 1860, care a constatat un nivel preistoric dominat de unelte de tipul gratoarelor groase fără echivalent  până atunci. Ulterior, el a publicat o schiță cronologică în care plasează Aurignacianul la baza paleoliticului superior, între Musterian și Solutrean.  Multiplicarea siturilor cu unelte asemănătoare în Belgia și Franța îi permit lui Breuil în 1906 să confirme această amplasare și să îl împartă în Aurignacian inferior, mediu și superior.
În 1933, Denis Peyrony, grație săpăturilor din peștera La Ferrassie, restrânge utilizarea termenului Aurignacian doar la faza de mijloc numind Aurignacianul inferior Perigordian inferior (în prezent a devenit Chatelperonian) și Aurignacianul superior Perigordian superior (în prezent a devenit Gravetian).

## Caracteristici principale

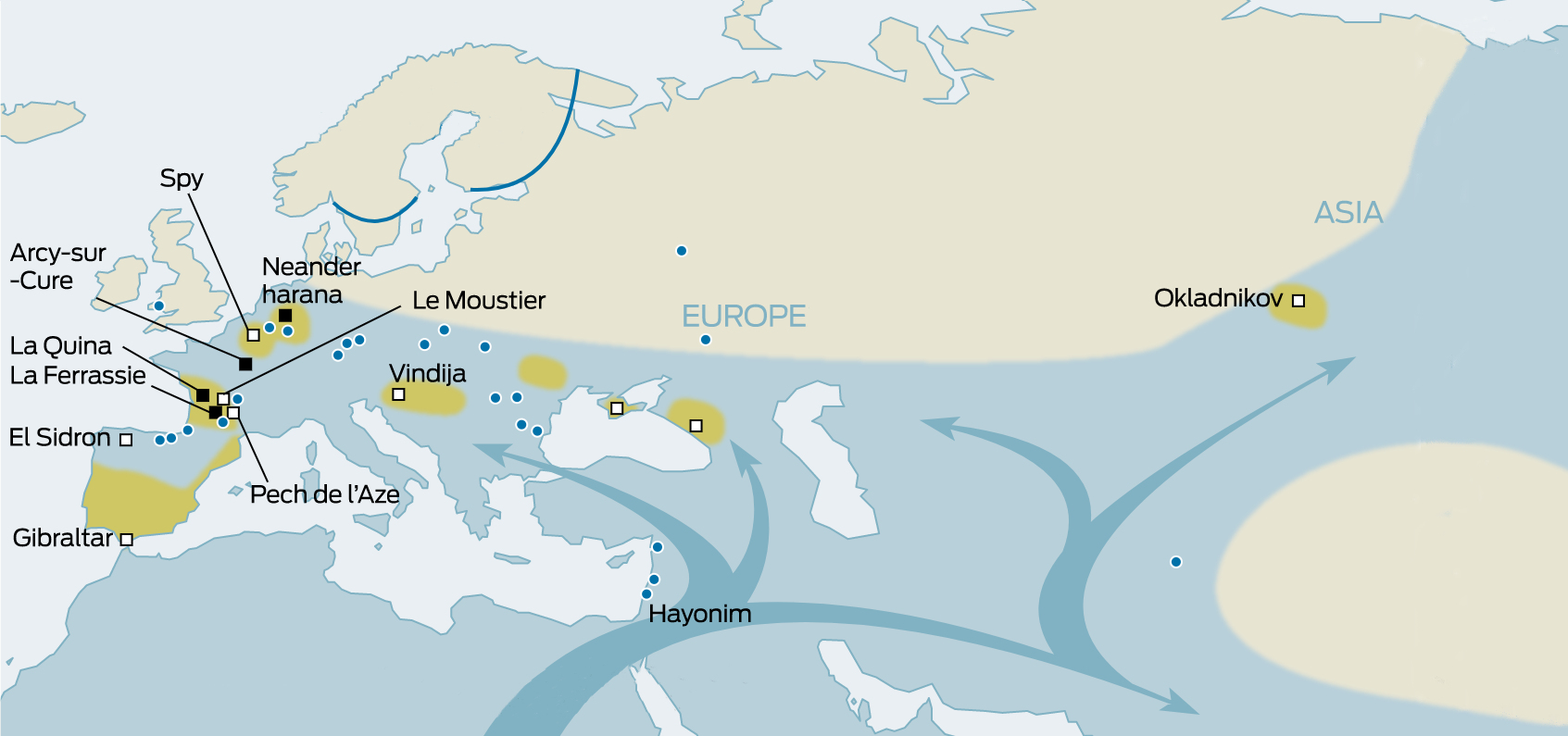
Expansiunea oamenilor moderni timpurii din Africa prin Levant a fost identificată în stadiul Aurignacianul levantin.

Aurignacienii fac parte din valul de oameni moderni anatomic, care s-au răspândit din Africa prin Orientul Apropiat în Europa paleolitică și au devenit cunoscuți ca oameni moderni europeni timpurii sau Cro-Magnoni. Acest val de oameni moderni anatomic include fosile din culturile Ahmarian, Bohunician, Aurignacian, Gravetian, Solutrean și Magdalenian, extinzându-se în timpul ultimul maxim glaciar, acoperind perioada de acum aproximativ 48.000 până la 15.000 de ani în urmă.
Industria uneltelor aurignaciene se caracterizează prin vârfuri de suliță din os sau corn de cerb lucrate cu caneluri tăiate în partea de jos. Uneltele din silex includ lame subțiri și piese groase, fasonate printr-o retușă largă și plată, solzoasă sau lamelară. Oamenii din această cultură au produs unele dintre cele mai vechi arte rupestre cunoscute, cum ar fi gravurile de animale de la Trois Freres și picturile din peștera Chauvet din sudul Franței. Ei au făcut, de asemenea, pandantive, brățări și perle de fildeș, precum și figurine tridimensionale. De asemenea, în situri se găsesc și tije perforate, care sunt considerate aruncatoare de suliță.

## Asocierea cu oamenii moderni
Apariția Aurignacianului în Europa este legată de sosirea Homo sapiens din Orientul Apropiat. Jean-Jacques Hublin indică faptul că cele mai vechi fosile de Homo sapiens atestate în prezent în Europa sunt datate la 48.000 de ani în România și 38.000 de ani în Franța. Omul de Neanderthal era prezent atunci când se dezvoltă Aurignacianul, dar este caracterizat prin cultura Châtelperroniană, care începe acum 45.000 de ani în Arcy-sur-Cure și a cărei industrie litică și osoasă este diferită. 
Sofisticarea și conștientizarea de sine demonstrată în lucrări i-au determinat pe arheologi să-i considere pe producătorii artefactelor aurignaciene primii oameni moderni din Europa.  Cea mai bună datare a asociației dintre industria aurignaciană și resturile umane sunt cele a cel puțin cinci persoane din peșterile Mladeč din Republica Cehă, datată prin măsurători radiocarbon ale scheletelor la cel puțin 31.000–32.000 ani. Cel puțin trei indivizi robuști, dar tipic anatomic-moderni din Peștera cu Oase, România, au fost datate la cca. 35.000–36.000 de ani. Aceste descoperiri se încadrează în gama cronologică și geografică a Aurignacianului timpuriu din sud-estul Europei.

## Arta aurignaciană

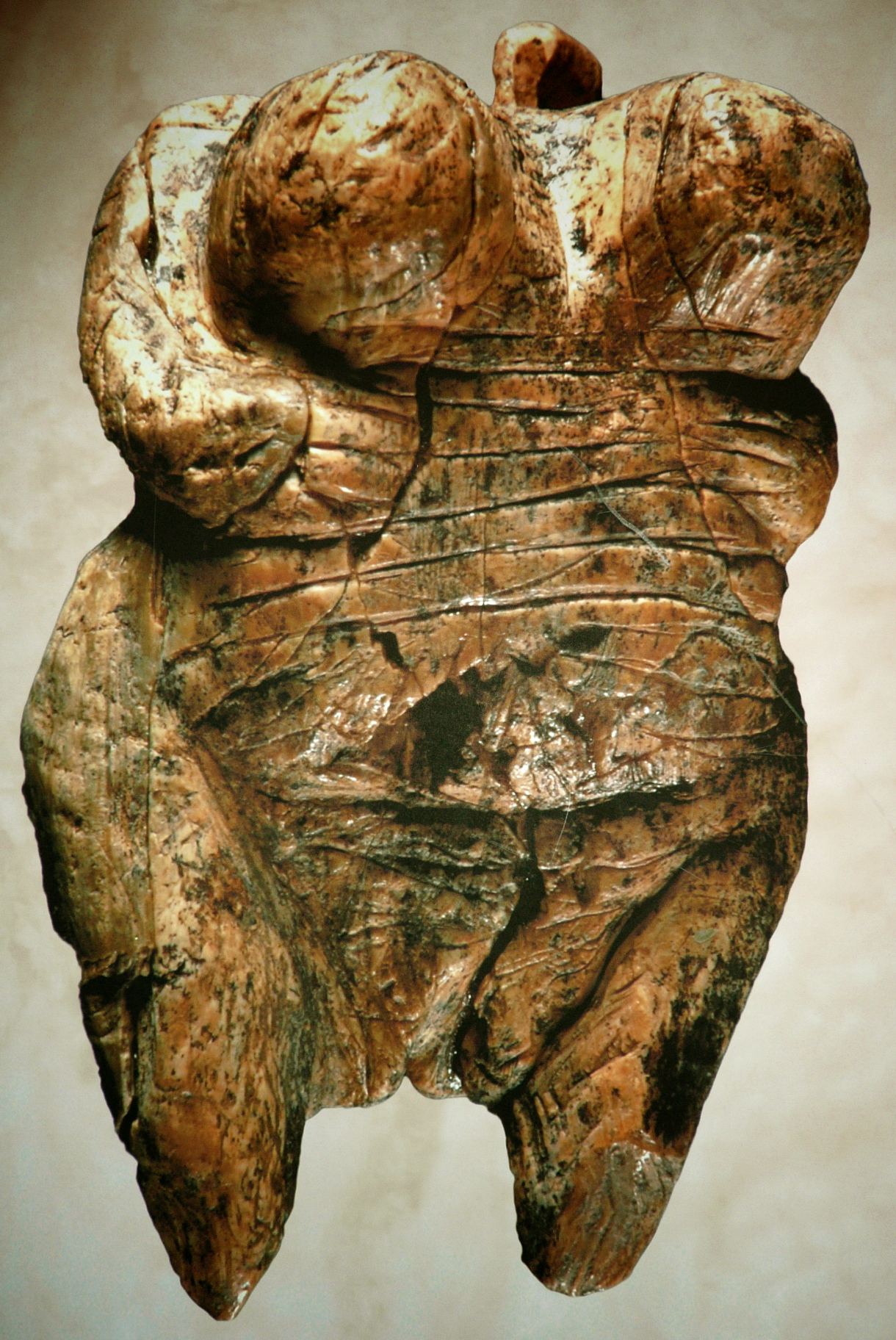
Figurină Venus de Hohle Fels (înălțime 6 cm), care poate fi purtată ca o amuletă și este cel mai cunoscut și incontestabil exemplu al reprezentării unei ființe umane în arta preistorică

S-au găsit figurine aurignaciene care prezintă reprezentări fauniste ale perioadei, asociate cu mamifere acum extincte, inclusiv mamuți, rinoceri și tarpan, împreună cu reprezentări antropomorfate care pot fi interpretate ca unele dintre cele mai vechi dovezi ale religiei.
Multe figurine animale vechi de 35.000 de ani au fost descoperite în peșterile Vogelherd și Hohlenstein-Stadel din Germania. În general figurinele reprezintă animale puternice și periculoase, în atitudini de multe ori agresive: mamut, bizon, urs, etc. Deseori ele sunt vopsite cu ocru cu nuanțe apropiate culorilor reale ale animalelor. Producția de margele de fildeș pentru ornamentarea corporală a fost de asemenea importantă în timpul Aurignacianului. Celebrele picturi din peștera Chauvet datează din această perioadă.
Statuetele tipice constau din femei care se numesc figurine Venus. Ele au accentuate șoldurile, sânii și alte părți ale corpului asociate cu fertilitatea. Picioarele și brațele lipsesc sau sunt reduse la minimum. Una dintre cele mai vechi figurine a fost descoperită în 2008 în peștera Hohle Fels din Germania. Figurina a fost datată acum 35.000 de ani.
Descoperirile aurignaciene includ flauturi osoase. Cel mai vechi necontestat instrument muzical a fost flautul descoperit în peștera Hohle Fels din Germania în 2008. El este confecționat dintr-un os de aripă de vultur, perforat cu cinci găuri și datează de acum aproximativ 35.000 de ani. Un flaut a fost găsit și la Abri Blanchard, în sud-vestul Franței.
În Europa de Est și Centrală s-a desoperit în peștera Mladec (Moravia) obiecte din os, care inițial au fost interpretate ca sulițe, apoi ca pandantive, ele fiind perforate și prezentând rotunjiri îngrijite la unul din capete. Tot aici s-au descoperit 22 de dinți perforați (9 de castor, 10 incisivi de ren, restul de urs, cal și lup). În peștera Mamutova, Cracovia, s-au găsit 13 dinți perforați (patru de lup, trei de vulpe, trei de urs de peșteră, unul de cal, unul de cerb, unul de bovide) și mărgele de fildeș de mici dimensiuni. În peștera Bacho-Kiro din Bulgaria s-au găsit dinți perforați de vulpe și urs, întrebuințați ca pandantive sau cusuți pe veșminte.

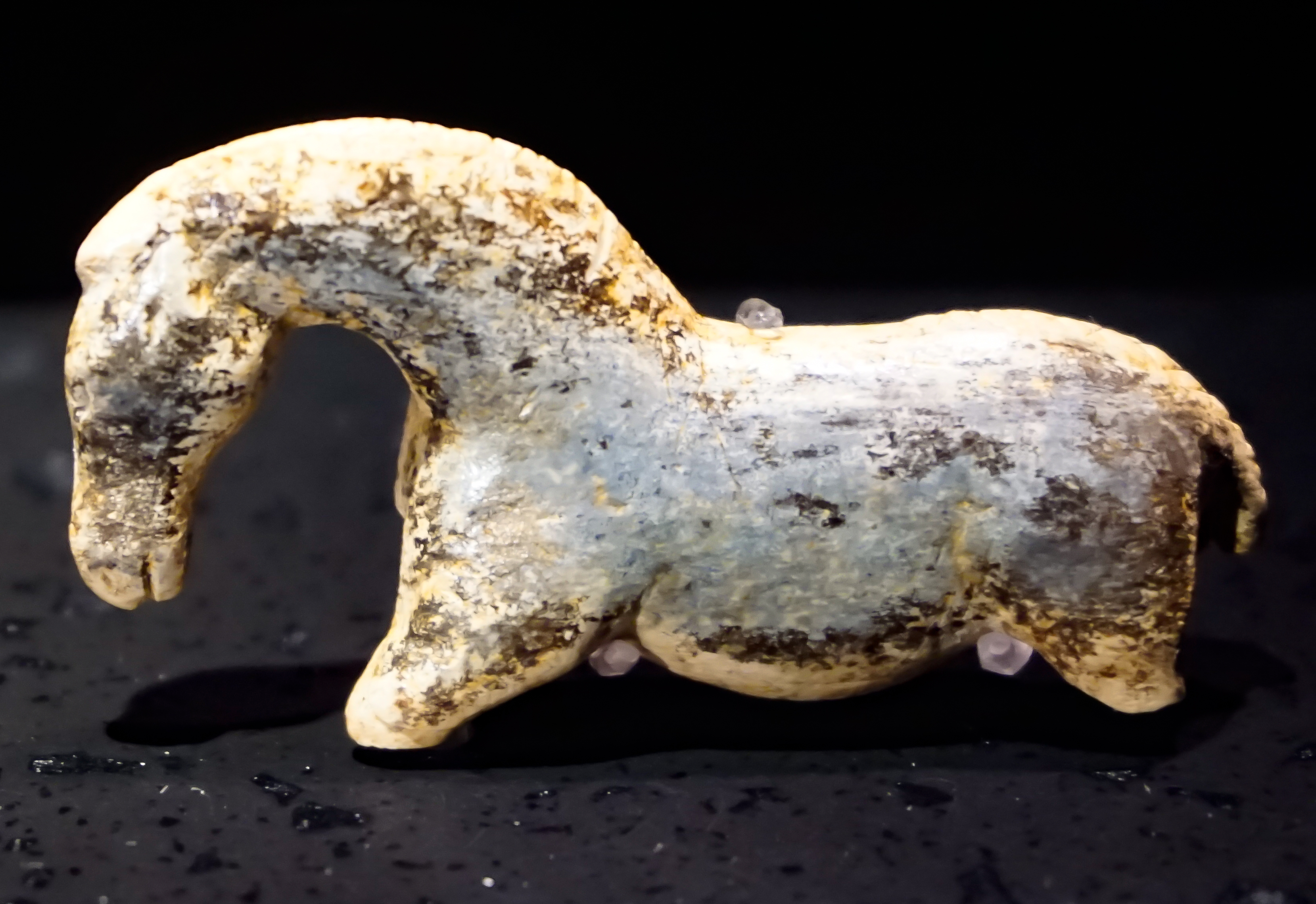
Cal sălbatic, peștera Vogelherd
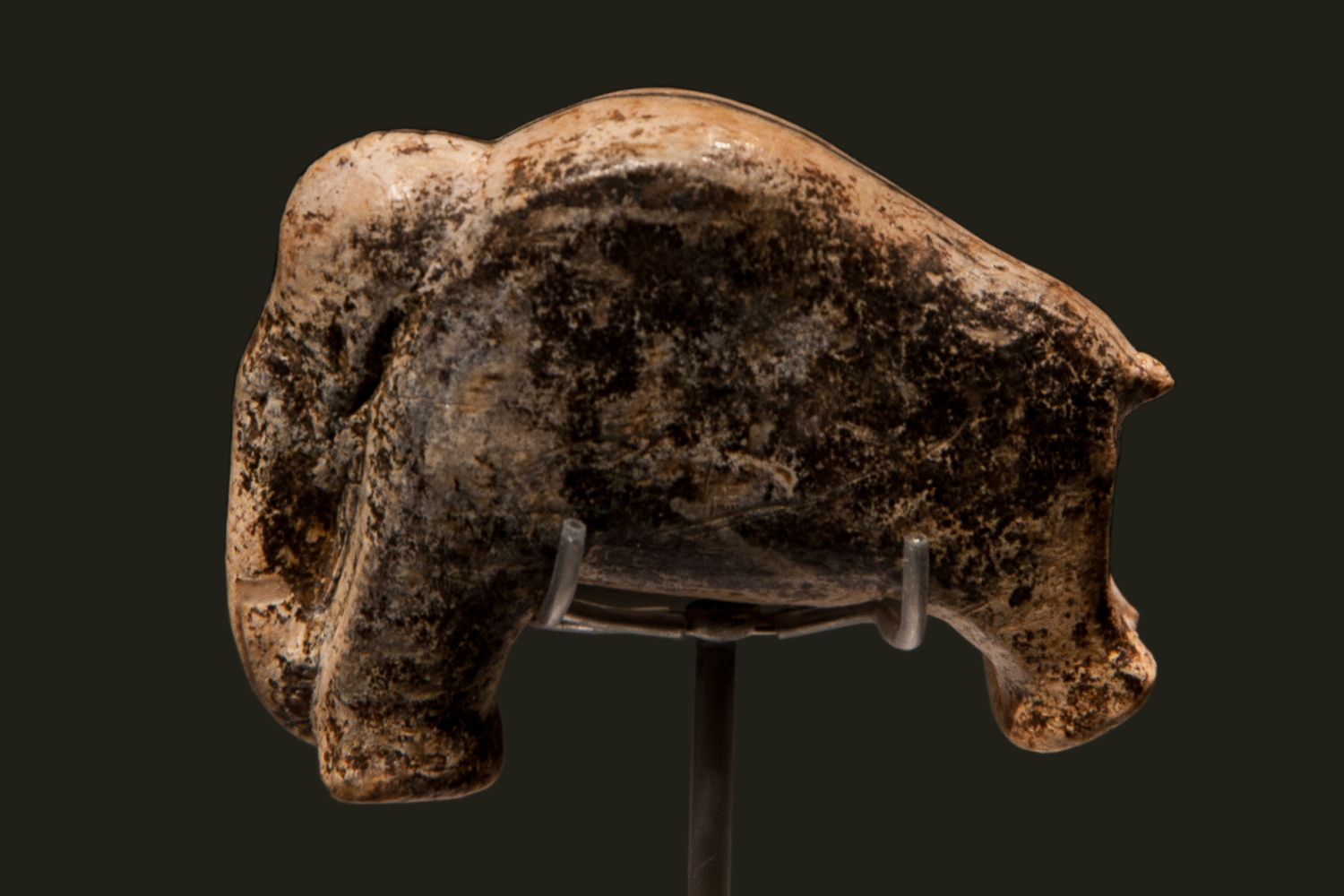
Mamut, peștera Vogelherd, 1931
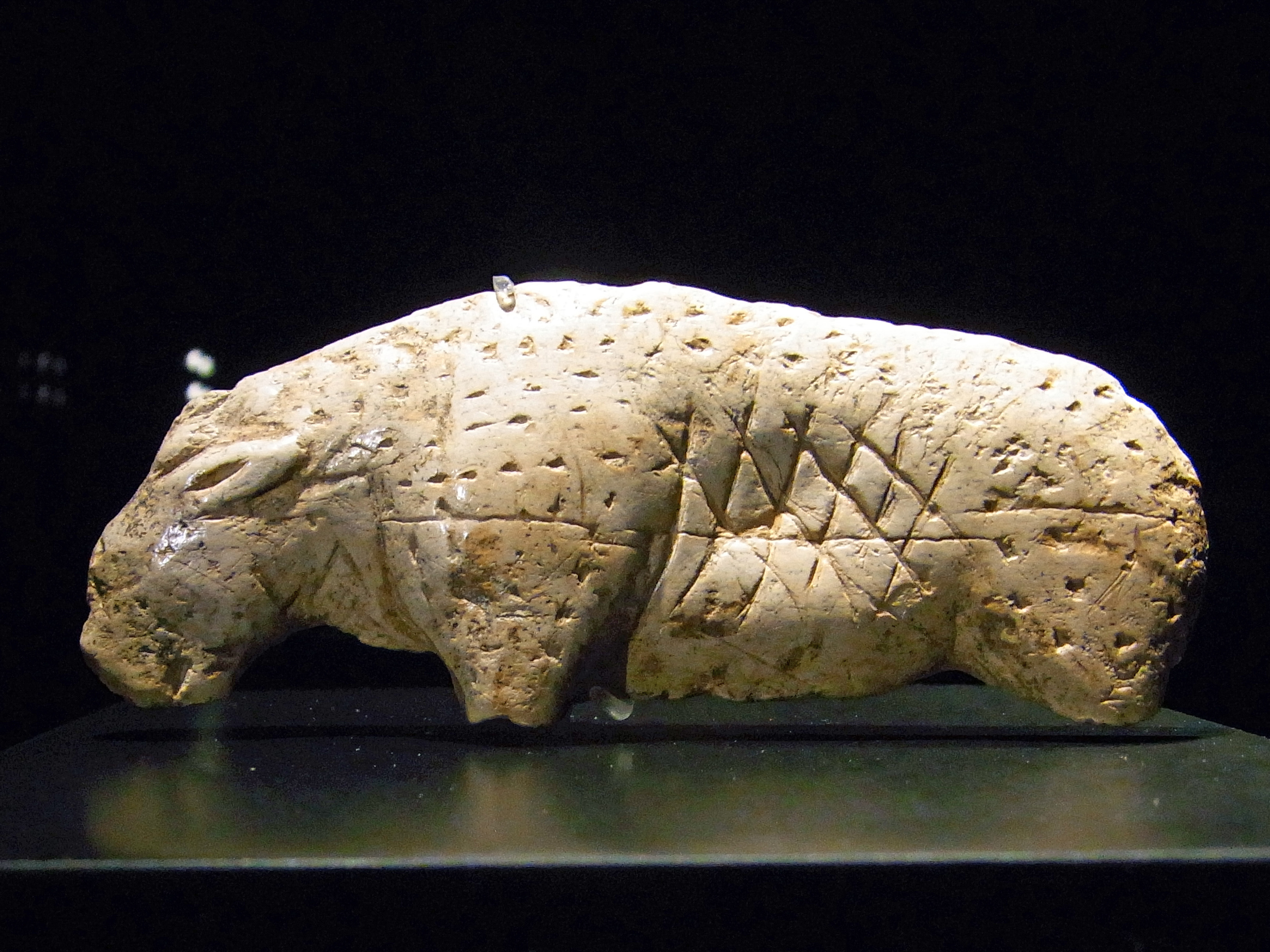
Figurină leu de peșteră
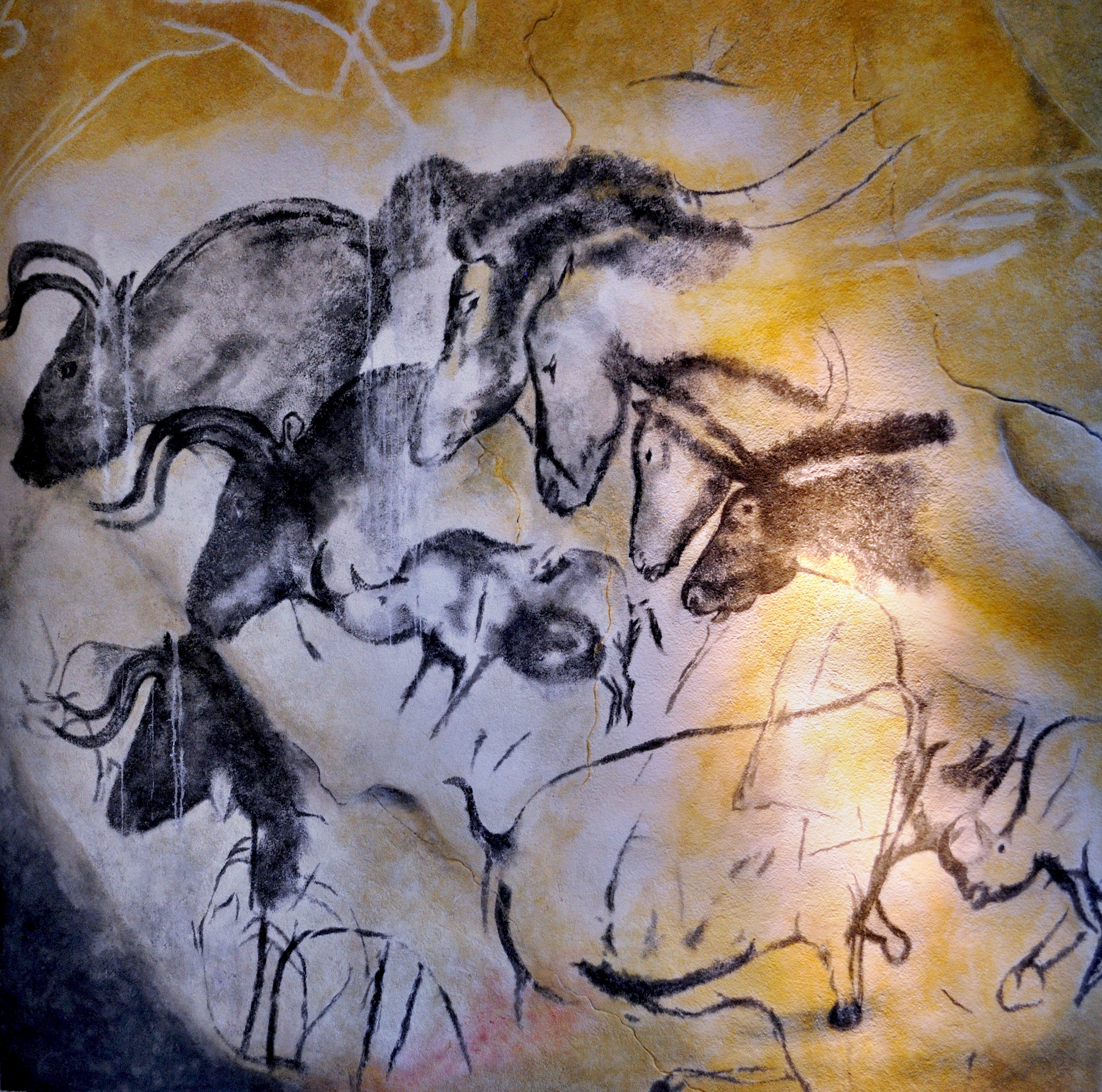
Cai, bouri și rinoceri, peștera Chauvet

## Unelte
Uneltele din cultura aurignaciană sunt caracterizate prin lame mari și piese groase. Uneori lamele sunt lungi, largi și groase, cu marginile retușate printr-o manieră caracteristică - écailleuse (solzoasă), ascuțite sau nu, terminate în gratoar - lama aurignaciană. Alteori lamele erau strâmte și subțiri, cu retușe specifice ce se identifică tipologic după facies - lama Dufour cu retușe semi-abrupte. Trăsătura comună în vestul Europei o dau vârfurile de suliță din oase și fildeș

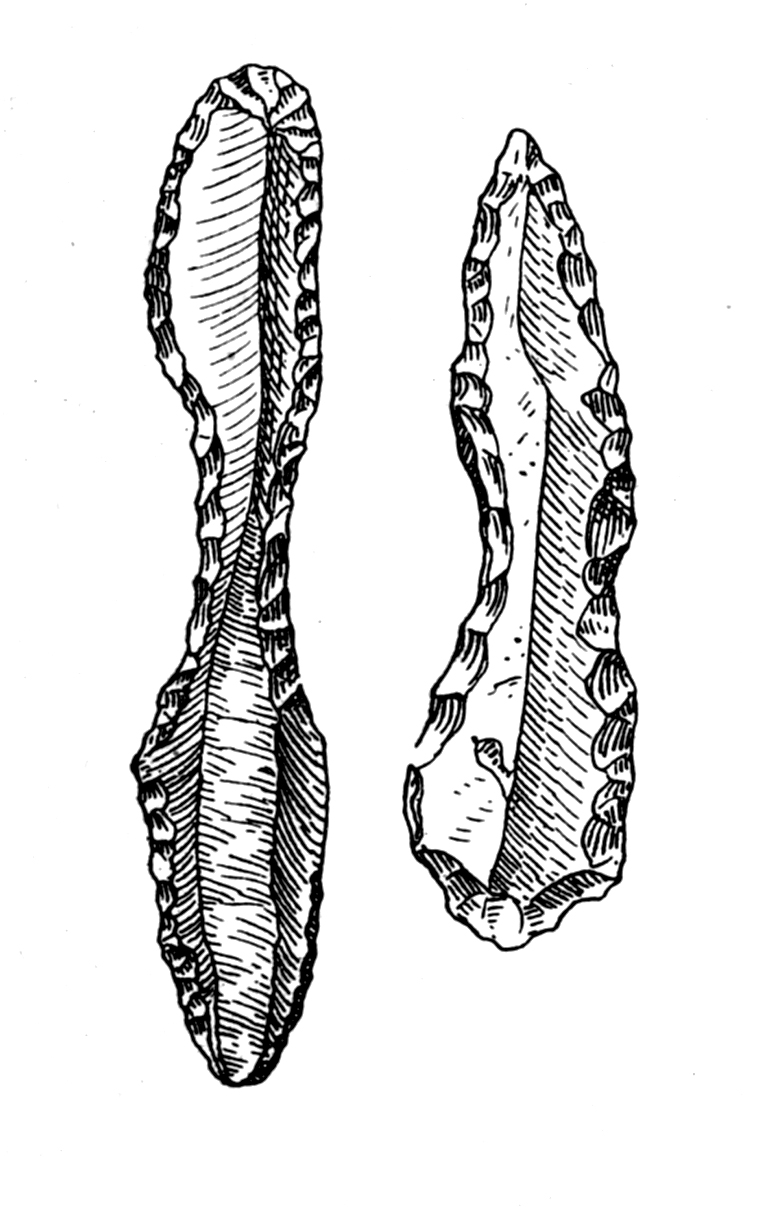
lamă aurignaciană
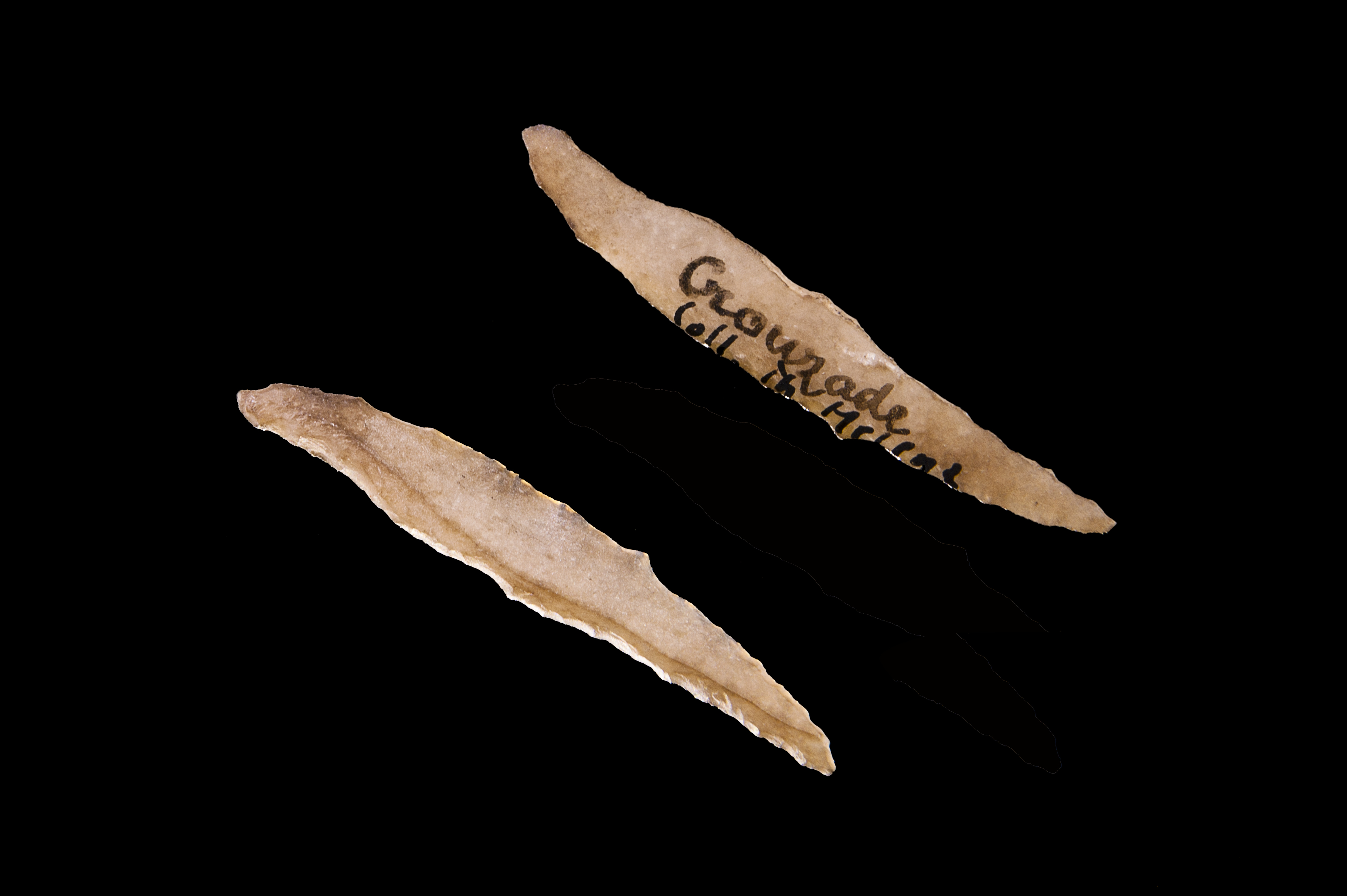
lamă Dufour.
Raclete, Aurignac, Franța
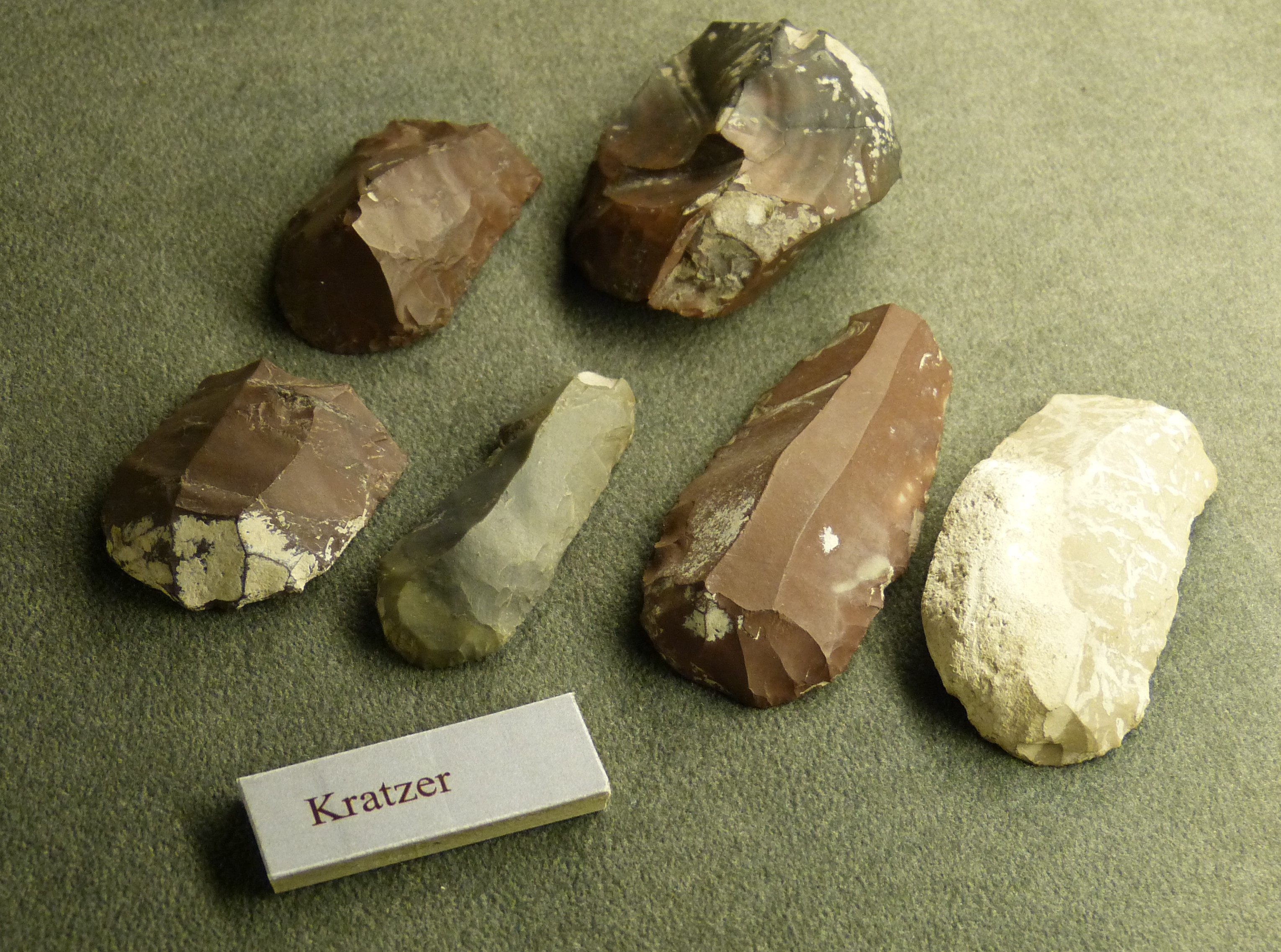
Răzuitoare